# Dragon Zakura
Dragon Zakura (ドラゴン桜, Doragon Zakura) és un manga japonès de Norifusa Mita, que el 2005 guanyà el Premi de Manga Kodansha per a manga general o adult i un Premi d'Excel·lència el 2005 al Japan Media Arts Festival. Ha sigut adaptat com a drama televisiu, una sèrie que fou emesa al canal japonès TBS el 2005.

## Argument
Kenji Sakuragi és un advocat pobre i un antic membre d'una colla de delinqüents motoristes que està buscant una oportunitat per millorar la seua carrera. La seua oportunitat arriba amb l'Institut Ryuuzan que està a punt de la bancarrota, dit de "baka gakkou" (escola estúpida) per la gent. Allà prepararà una classe especial amb cinc alumnes, amb la fi de portar-los a l'examen d'entrada de la Toudai (Universitat de Tòquio) amb oportunitats d'aprovar.

## Drama

### Episodis
|        | Títol de l'episodi                       | Títol romanitzat                                    | Traducció del títol                                                   | Data d'emissió       | Audiència |
| ------ | ---------------------------------------- | --------------------------------------------------- | --------------------------------------------------------------------- | -------------------- | --------- |
| Ep. 1  | バカとブスこそ東大へ行け                 | Baka to busu koso Toudai e ike                      | Tots els que sou lletjos i estúpids, aneu a la Universitat de Tòquio! | 8 de juliol del 2005 | 17.5%     |
| Ep. 2  | 自分の弱さを知れ!                        | Jibun no yowasa wo shire!                           | Coneix les teues debilitats!                                          | 15 de juliol 2005    | 16.5%     |
| Ep. 3  | 遊べ!受験はスポーツだ!                   | Asobe! Juken wa supootsu da!                        | Els exàmens d'entrada són esports, de manera que juguem!              | 22 de juliol 2005    | 13.8%     |
| Ep. 4  | 壁にぶつかるまで我慢しろ                 | Kabe ni butsukaru made gaman shiro                  | Aguanta fins que colpeges el mur                                      | 29 de juliol 2005    | 16.1%     |
| Ep. 5  | 泣くな!お前の人生だ!                     | Nakuna! Omae no jinsei da!                          | No plores! És la teua vida!                                           | 5 d'agost 2005       | 16.8%     |
| Ep. 6  | 英語対決!勝負だバカ6人                   | Eigo taiketsu! Shoubu da baka rokunin               | Prova final d'Anglès! Lluita per Estúpid 6                            | 12 d'agost 2005      | 17.9%     |
| Ep. 7  | 見返してやる!東大模試                    | Mikaeshite yaru! Toudai moshi                       | Venjança! Simulacre d'examen per la Universitat de Tòquio             | 19 d'agost 2005      | 15.6%     |
| Ep. 8  | バカの涙･･･夏休み課外授業                | Baka no namida... Natsuyasumi kagai jugyou          | Llàgrimes dels necis... classes extres durant les vacances d'estiu    | 26 d'agost 2005      | 17.0%     |
| Ep. 9  | 信じろ!成績は必ず上がる                  | Shinjiro! Seiseki wa kanarazu agaru                 | Confia en tu! Les teues notes segurament milloraran                   | 2 de setembre 2005   | 14.5%     |
| Ep. 10 | 友情か受験か?最後の決断                  | Yuujou ka juken ka? Saigo no ketsudan               | Amistat o l'examen d'entrada? La decisió final                        | 9 de setembre 2005   | 14.5%     |
| Ep. 11 | お前らはもうバカじゃない!運命の合格発表! | Omaera wa mou baka janai! Unmei no goukaku happyou! | Ja no sou idiotes! El dia fatal dels resultats!                       | 16 de setembre 2005  | 20.3%     |

### Repartiment
Professors
- Hiroshi Abe - Kenji Sakuragi (advocat, i mestre de classes especials)
- Kyōko Hasegawa - Mamako Ino (professora d'anglès al Ryūzan High School, s'encarrega de la classe d'història per la classe especial)
- Yōko Nogiwa - Yuriko Tatsuno (Directora del Ryūzan High School, esposa del fundador original)
- Yōsuke Saitō - Tokihisa Kondō (Vice-director del Ryūzan High School)
- David Ito - Masanao Ochiai (professor del Ryūzan High School)
- Tōru Shinagawa - Tetsunosuke Yanagi (professor de matemàtiques per la classe especial)
- Minori Terada - Ryūzaburō Akutayama (professor de japonès per la classe especial)
- Susumu Kobayashi - Shutaro Ain (professor de ciències per la classe especial)
- Akio Kaneda - Hiroshi Kawaguchi (professor d'anglès per la classe especial)
- Shin Yazawa - Nozomi Yamamoto, amiga de Mamako, i professora del Shūmeikan High School.

Estudiants de la classe especial
- Tomohisa Yamashita - Yūsuke Yajima (membre de la classe especial)
- Masami Nagasawa - Naomi Mizuno (membre de la classe especial)
- Teppei Koike - Hideki Ogata (membre de la classe especial)
- Yui Aragaki - Yoshino Kōsaka (membre de la classe especial)
- Akiyoshi Nakao - Ichirō Okuno (membre de la classe especial)
- Saeko - Maki Kobayashi (membre de la classe especial)

Membres familiar o membres de la classe especial
- Mako Ishino - Setsuko Yajima (Mare de Yūsuke)
- Jun Miho - Yūko Mizuno (Mare de Naomi)
- Kei Sunaga - Kōsei Ogata (Pare de Hideki)
- Tomoko Aihara - Mariko Ogata (Mare de Hideki)
- Yōko Kurita - Megumi Kōsaka (Mare de Yoshino)
- Kazuko Katō - Miyako Okuno (Mare de Ichirō)
- Momosuke Mizutani - Jirō Okuno (germà bessó d'Ichirō. Estudiant del Shūmeikan High School)
- Nobue Iketani - Mitsue Kobayashi (Mare de Maki)

Altres estudiants del Ryūzan High School
- Akari Hori - Asumi Toda (treballant com Idol, manant e-mails a Maki repetidament sobre els llocs on treballa)
- Ayano Gunji - Saori Abe (amic de Naomi, demanà a Naomi que li presente a Yūsuke)

Altres
- Hiroki Murakami - Yoshio Tanaka, un dels dos xics amb qui Nozomi estava festejant. Alumne de la Universitat de Tòquio.
- Mitsuru Karahashi - Yasushi Sawamatsu, l'altre xic amb qui Nozomi festejava.

### Planter
- Productors - Kouichi Enda, Mayumi Shimizu
- Directors - Renpei Tsukamoto, Marehiro Karaki, Takashi Komatsu
- Screenwriter - Takehiko Hata
- Músic - Kyo Nakanishi

El tema principal per la sèrie és "realize" de melody. i la cançó d'inserció "Colorful" és de Tomohisa Yamashita.